# Rungia eriostachya
Rungia eriostachya är en akantusväxtart som beskrevs av Henri Hua. Rungia eriostachya ingår i släktet Rungia och familjen akantusväxter. Inga underarter finns listade i Catalogue of Life.